# 러시아-멕시코 관계
멕시코-러시아 관계는 멕시코합중국과 러시아연방의 외교관계를 말한다. 양국은 아시아 태평양 경제협력회의, G20 주요국, 유엔에 가맹되어 있다.

## 역사
1806년, 알렉산더 1세가 이끄는 러시아 제국은 알래스카(1780년대부터 정주)와 캘리포니아(당시 스페인 제국의 지배하)에서 활동을 확대하기 위해 야심 찬 계획을 세웠다. 1806년, 러시아의 외교관이자 탐험가인 니콜라이 레자노프는 러시아의 모피 무역 식민지의 식량 생산을 확보하기 위해 캘리포니아에 도착했다. 1812년, 러시아계 미국인 회사는 현재의 캘리포니아주 북부에 포트로스를 설립했다.
멕시코와 러시아는 1890년 12월 1일 멕시코 시에서 정식으로 수교했으며 로마 로젠 남작은 러시아 황제 알렉산더 3세를 대표하고 있다. 1891년 최초의 러시아 공사관이 멕시코의 수도에 개관하였다. 19101920년 멕시코와 1917년 러시아 각각의 혁명 동안 양국의 외교관계는 사실상 존재하지 않았다.

### 소비에트 시대
1922년 러시아는 소비에트사회주의공화국연방(USSR)으로 알려졌고, 1924년 8월 멕시코는 아메리카 대륙에서 처음으로 소련과 관계를 맺은 나라가 됐다. 1926년 소련은 알렉산드라 콜롬타이(세계 최초의 여성 대사)를 멕시코 대사로 임명했다.
1930년 1월 26일 양국은 이데올로기의 차이 때문에 외교관계를 단절했다. 1936년 구소련의 정치가 레온 트로츠키 씨와 아내인 나탈리아 세도바 씨는 노르웨이에서 망명 중에 멕시코로 이주했다. 라자로 카르데나스 멕시코 대통령은 탐피코 항에서 멕시코 시로 운반할 특별열차 수배까지 하며 트로츠키 씨를 따뜻하게 맞았다. 멕시코에서 한때 트로츠키는 화가 디에고 리베라와 프리다 카로의 집에 살고 있었다. 1940년 8월, NKVD 수사관 라몬 메르카더가 연구에서 트로츠키를 암살했다.
1942년 5월 멕시코는 추축국에 선전포고하고 제2차 세계대전에 돌입하여 소련의 동맹국이 되었다. 양국은 1942년 11월 외교관계를 재개한 1973년 루이스 에체베리아 대통령은 처음으로 멕시코인이자 비공산주의 라틴아메리카 원수로서 소련을 방문했다. 1978년 멕시코의 폴티요 대통령이 소비에트 연방, 멕시코(중남미를 대표해), 소비에트 연방을 공식 방문했을 때 중남미 카리브해 국가들의 핵무기 시험, 사용, 제조, 취득을 금지하는 타레이트로코 조약에 서명했다.

### 러시아 연방
1991년 12월 소비에트연방 해산 이후 멕시코는 소련의 후계자로 새로 결성된 러시아연방과 외교관계를 유지했다. 그 후, 양국 관계는 착실하게 진전되고 있다. 멕시코는 러시아로부터 각종 군사 장비를 사왔다. 멕시코 해군은 BTR-60s 우랄-4320, Mi-178s, 9K38 이그라 대공미사일을 수령하고 있다. 2001년, 2013년에는, 카자흐스탄의 바이코누르쵸로부터 멕시코의 통신위성을 우주에 쏘아 올렸다(러시아는 동마을의 우주 발사 계획을 관리하고 있다). 2009년, 멕시코와 러시아의 타티아나 2호기의 합동 미션이 우주에 쏘아 올려졌다. 가까운 장래에 양국간의 또 다른 공동위성(미제로 로모노프)이 발사될 예정이다. 2015년 양국은 125년의 외교관계를 자축했다.[7][6]

## 고위급 인사들의 방문
멕시코에서 소련 / 러시아로의 고위급의 방문
- 루이스 에케 베리아 대통령 (1973)
- 호세 로페즈 포르 틸로 대통령 (1978)
- 카를로스 살리나스 데 고르 타리 대통령 (1991)
- 비센테 폭스 (2005) 대통령
- 펠리페 칼데론 대통령 (2012)
- 엔리케 페냐 니에 토 대통령 (2013)
- 클라우디아 루이즈 마시 유 외무 장관 (2015)
- 루이스 비데가 라이 카소 외무 장관 (2017)

러시아에서 멕시코로의 고위급의 방문
- 블라디미르 푸틴 대통령 (2004, 2012)
- 세르게이 라브 로프 외무 장관 (2010, 2020)

## 양자 간 합의
양국은 문화, 과학 및 경제 협력 협정 (1968)과 같은 여러 양자 협정에 서명했습니다. 스포츠 협력 협정 (1968); 외교 정책 협력 협정 (1968); 멕시코 (및 라틴 아메리카 )에서 핵무기 보관 금지 합의 (1973); 과학 기술 협력 협정 (1996) 원자력의 평화적 이용을 위한 협력에 관한 협정 (2013) 및 양국 외교 기관 간의 양해 각서 (2017).

## 관광 및 교통
2018년 상반기에는 3만 1000명 이상의 러시아 국민이 관광을 위해 멕시코를 방문했다. 그 대가로 1만 3000명 이상의 멕시코 국민이 2018년 FIFA 월드컵에 참석하기 위해 러시아를 방문했다. 노드윈드 항공을 이용하여 칸쿤과 모스크바 사이에는 직항 노선이 있다.

## 무역

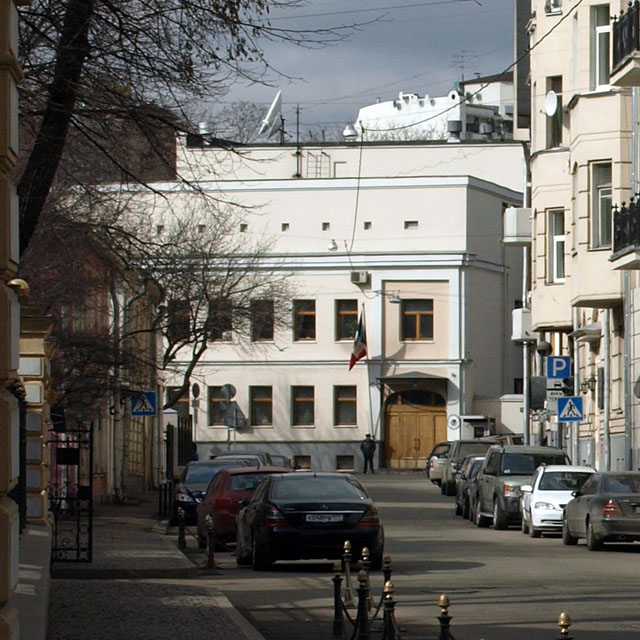
모스크바에 있는 멕시코 대사관.

2018년 양국 간 쌍방향 무역액은 23억 달러였다. 멕시코의 주요 러시아 수출품은 데킬라 맥주 쇠고기 자동차 등이다. 러시아의 멕시코 수출품으로는 화학제품 금속 헬리콥터 탄약 등이 있다. 멕시코는 러시아에 중남미에서 세 번째로 큰 교역 상대국이다. 파워머신 등 러시아의 다국적기업은 멕시코로, 그루포 옴니라이프사, 그루포 마세카사, 네막사, 세멕스사, 마베사, 카토콘사, 메탈사, 그루마사 등 멕시코의 다국적기업은 러시아에서 조업하고 있다.

## 상주 외교 임무
- 멕시코는 모스크바에 대사관이 있다.[13]
- 러시아는 멕시코 시티에 대사관이 있다.[14]

## 같이 보기
- 멕시코로의 러시아 이민